# فرشته‌ای مثل تو
«فرشته‌ای مثل تو» (انگلیسی: Angels like You) ترانه‌ای از مایلی سایرس، خوانندهٔ آمریکایی است که برای هفتمین آلبوم استودیویی‌اش، قلب‌های پلاستیکی (۲۰۲۰) ضبط شده‌است. این ترانه در ۲۷ نوامبر ۲۰۲۰ از طریق آرسی‌ای رکوردز به عنوان سومین تک‌آهنگ از آلبوم منتشر شد. این ترانه را سایرس، رایان تدر، علی تمپوسی، اندرو وات و لوئیس بل نوشته‌اند و توسط وات و بل تهیه شده‌است.
موزیک ویدیو «فرشته‌ای مثل تو» در ۸ مارس ۲۰۲۱ منتشر شد. این موزیک ویدیو شامل ویدیوهایی است که از اجرای پیش از بازی سوپر بول سایرس در ۷ فوریه ۲۰۲۱ فیلم‌برداری شده‌است.